# Tree of Heaven
Tree of Heaven (hangul: 천국의 나무; rr: Cheon-guk-ui Na-mu) é uma telenovela sul-coreana estrelada por Lee Wan e Park Shin-hye. Ela foi exibida pela SBS de 9 de fevereiro a 9 de março de 2006, com um total de dez episódios.
O drama faz parte do fim da trilogia "Heaven" do diretor Lee Jang-soo, que inclui Beautiful Days (2001) e Stairway to Heaven (2003). Tree of Heaven também é conhecido como Tengoku no ki (天国の樹) e foi filmado inteiramente no Japão com um elenco pertencente aos dois países.

## Enredo
Hana (Park Shin-hye) é uma adolescente coreana-japonesa, que vive com sua mãe em uma pequena pousada de fontes termais, de propriedade da mesma. Quando sua mãe decide casar-se com um homem coreano, ela tenta fazer o seu melhor para aproximar-se de seu estranho e introvertido meio-irmão, Yoon Seo (Lee Wan), que gosta de andar com os pés descalços na neve. Ele rejeita seus esforços iniciais, mas seu bom humor eventualmente o ganha. Com seus pais em lua de mel, ambos enfrentam a tia maldosa de Hana, Yoko (Kim Chung) e sua prima Maya (Asami Reina), enquanto desenvolvem uma relação cada vez mais próxima. Yoon Seo desenvolve sentimentos por Hana, que não está disposta a quebrar o tabu de um romance entre irmãos. Depois de se formar no ensino médio, ela deixa a cidade de Tóquio com seu admirador Fujiwara Ryu (Asahi Uchida) e perde contato com Yoon Seo.
Dois anos depois, Hana, Yoon Seo e Maya se encontram novamente. O tempo os levou a estradas muito diferentes, mas o amor e a rivalidade continuam iguais.

## Elenco
- Lee Wan como Yoon Seo[3]
- Park Shin-hye como Hana[4]
- Asami Reina como Maya
- Asahi Uchida como Fujiwara Ryu
- Jung Dong-hwan como Yoon Soo-ha, pai de Yoon Seo
- Kim Chung como Yoko, mãe de Maya
- Aika Mire como Michiko, mãe de Hana
- Takasugi Ko como Iwa, Yoon Seo's motorista/guarda-costas
- Lee Jung-gil como o chefe
- Sonim como Mika, amiga de Hana
- Kobayashi Kinako

## Transmissão internacional
No Japão, uma versão reduzida e dublada foi ao ar no país pela rede de televisão Fuji TV, exibido ás quartas feiras a partir de 13 de abril de 2006 e pelo canal BS Fuji da Fuji TV ás quintas-feiras, a partir de 6 de abril de 2006. A versão original (com áudio coreano e legendas japonesas) foi exibida no canal á cabo CS Fuji também da Fuji TV em julho de 2006. Na Tailândia o drama foi exibido no Channel 7 a partir de 25 de julho de 2012, sob o título de "สุด ปลาย ฟ้า สัญญา รัก นิ รัน ด ร์" (leia-se como "Sud Plai Fha Sunya Rak Nirandon", literalmente: Amor eterno no horizonte).